# Pietro Terziani
Pietro Terziani (* 22. Februar 1763 in Rom; † 5. Oktober 1831 ebenda) war ein italienischer Komponist.

## Leben
Pietro Terziani hatte ersten Unterricht bei Giovanni Battista Casali in Rom. Ab dem 15. Lebensjahr besuchte er das Conservatorio di S. Onofrio in Neapel, dort gehörten Carlo Cotumacci (1709–1785) und Giacomo Insanguine (1728–1795) zu seinen Lehrern. Nach seiner Rückkehr aus Neapel wurde er erneut von Casali unterrichtet. 1784 wurde er nach Vorlegung einer vierstimmigen Antiphon in die Accademia Filarmonica von Bologna aufgenommen, im gleichen Jahr nahm ihn die Congragazione di S. Cecilia in Rom auf. Seine frühesten Opern waren Il geloso imprudente (Rom, 1785) und Creso (Venedig, 1788). Nach der französischen Besetzung Italiens ließ Terziani sich für mehrere Jahre in Wien nieder, wo 1805 seine Oper I campi d’Ivri aufgeführt wurde. Am 9. November 1810 heiratete er in Wien, und dort wurden auch sein erster Sohn, Gustavo Terziani (1813–1837) und seine Töchter Candida (* 1811) und Albertina (* 1817) geboren. Gustavo Terziani komponierte ebenfalls einige Werke.
1818 wurde Pietro Terziani maestro di capella an verschiedenen Kirchen Roms, so an San Giovanni in Laterano, an Il Gesù, an Sant’Ignazio di Loyola in Campo Marzio und an San Silvestro in Capite. Ab dieser Zeit schrieb er ausschließlich geistliche Musik, darunter zahlreiche Messen, Offertorien, Psalmvertonungen, Motetten und weitere Werke.
Zu Bekanntheit brachte es sein Sohn Eugenio Terziani (1824–1889), der mit Giuseppe Verdi an dessen Oper La forza del destino (Die Macht des Schicksals) zusammenarbeitete und selber drei Opern, ein Requiem und weitere Kirchenmusik schuf.